# Theodor Mengelbier
Theodor Wilhelm Albert Mengelbier (né le 30 décembre 1857 à Düsseldorf et mort le 15 juillet 1932) est un lieutenant général prussien.

## Biographie
Mengelbier s'engage le 1er avril 1878 comme volontaire d'un an dans le 39e régiment de fusiliers de l'armée prussienne et est muté début octobre 1878 comme porte-drapeau dans le 56e régiment d'infanterie. En décembre 1878, il est promu enseigne, puis à la mi-février 1880, il est muté au 112e régiment d'infanterie (de) avec promotion au grade de sous-lieutenant et fin mars 1889, il est promu premier lieutenant. Le 24 mars 1890, il est muté au 112e régiment d'infanterie (de), où Mengelbier est promu capitaine et commandant de compagnie le 18 août 1894, avec un brevet daté du 18 octobre 1893. À la mi-août 1900, il est commandé comme adjudant de la 29e division d'infanterie et un an plus tard, il est maintenu dans ce commandement et transféré dans le 110e régiment de grenadiers (de), il est promu major surnuméraire.
Mengelbier commande le 143e régiment d'infanterie du 21 avril 1911 au 26 janvier 1914. Il commande ensuite, en tant que major général de division, la 3e brigade d'infanterie de la 2e division d'infanterie (lieutenant-général Adalbert von Falk) au début de la Première Guerre mondiale en août 1914 lors de la bataille de Tannenberg en Prusse-Orientale. En plus des deux classes de la croix de fer, Mengelbier reçoit la croix de commandeur avec épées de l'Ordre de la Maison royale de Hohenzollern pour son travail sur le front de l'Est en février 1915. Le 19 avril 1915, il prend le commandement de la 12e division de Landwehr en Alsace. Lors d'une visite de la position de Rehfelsen au Rehfelsen inférieur  le 24 avril 1916, il reçoit une balle dans le ventre. Il est rétabli à Colmar, mais doit céder le commandement de la division au général Paul von Drabich-Waechter.
Du 5 novembre 1916 au 2 janvier 1917, il dirigea à nouveau la 16e division d'infanterie sur le front de l'Est sur le haut Styr et Stochod en Volhynie. Entre le 23 mai 1917 et le 6 février 1918, Mengelbier commandait la 101e division d'infanterie, engagée sur le front macédonien jusqu'en octobre 1917, puis transférée sur le front de l'Est, où elle prend position sur le Sereth. Le 28 mars 1918, il succède au lieutenant-général  Wilhelm Groener en tant que dernier commandant général du 1er corps d'armée sur le front de l'Est. En reconnaissance de ses services, Mengelbier reçoit l'ordre de l'Aigle rouge de 2e classe avec feuilles de chêne, étoile et épées.
Après la fin de la guerre, il fait une demande de libération de service et il est mis à disposition le 30 septembre 1919 avec sa pension légale.
En 1923, il devient président de l'Association de Brisgau pour l'Aviation à Fribourg-en-Brisgau.